# Stephen Dixon
Stephen Dixon, född 7 september 1985 i Halifax i Nova Scotia, är en kanadensisk ishockeyspelare som spelar för Cardiff Devils i engelska EIHL-ligan. I Sverige har han spelat för Brynäs IF och Luleå HF.